# اولواسگون ابیودون
اولواسگون ابیودون (انگلیسی: Oluwasegun Abiodun؛ زادهٔ ۵ دسامبر ۱۹۸۴) بازیکن فوتبال اهل نیجریه است  که در پست مهاجم بازی می‌کند و در حال حاضر بازیکن آزاد می‌باشد.
وی در تیم ملی فوتبال نیجریه بازی کرده است.